# Giuseppe Canepa
Giuseppe Canepa (Diano Marina, 15 marzo 1865 – Roma, 22 dicembre 1948) è stato un avvocato e politico italiano.

## Biografia
Fu nel 1892 a Genova, con Filippo Turati e Camillo Prampolini, tra i fondatori del Partito dei Lavoratori Italiani - divenuto l'anno dopo Partito Socialista dei lavoratori Italiani a Reggio Emilia e nel 1895 a Parma Partito Socialista Italiano; a Roma, fu allievo di Antonio Labriola.
Tornato a Genova, fondò e diresse il quotidiano socialriformista Il Lavoro, sul quale scrissero le migliori firme del giornalismo italiano: Giovanni Ansaldo, Missiroli, Irene Brin, Adriano Tilgher,Vittorio Cavassa e Salvatorelli. Ricordiamo la campagna coraggiosa del Il Lavoro condotta da Canepa contro il fascismo all'epoca del processo Matteotti. Del Il Lavoro divenne direttore dopo la liberazione Sandro Pertini. Canepa, coerente con la campagna interventista condotta da Il Lavoro partecipò volontario, a 50 anni, alla prima guerra mondiale, riportando una ferita nel luglio del 1915 ed ebbe la medaglia d'argento. Fu Commissario ai Consumi nel governo di Paolo Boselli e all'avvento del fascismo fu costretto a ritirarsi dalla vita politica.
Nel 1945 diresse Il Secolo Liberale che era Il Secolo XIX sotto gestione del CLN Alta Italia come organo del PLI.
Nell'immediato dopoguerra fece parte dell'Assemblea Costituente e fu deputato nella I legislatura tra le file del Partito Socialista dei Lavoratori Italiani.

## Fonti
- Commemorazione di Antonio Canepa nella seduta della Camera dei Deputati del 19 gennaio 1949 (PDF), su legislature.camera.it.